# أنانينديوا، بارا
أنانينديوا، بارا هي بلدية في البرازيل، تتبع بارا، بلغ عدد سكانها 510٫834 نسمة، في 2016، تبلغ مساحتها 190٬451 كيلومتر مربع، رمزها البريدي هو 67000-000.

## الموقع
تشترك في الحدود مع:
- Benevides, Brazil [الإنجليزية]‏.

## أعلام
- باولو هنريكي غانسو